# Лісові пожежі в Австралії

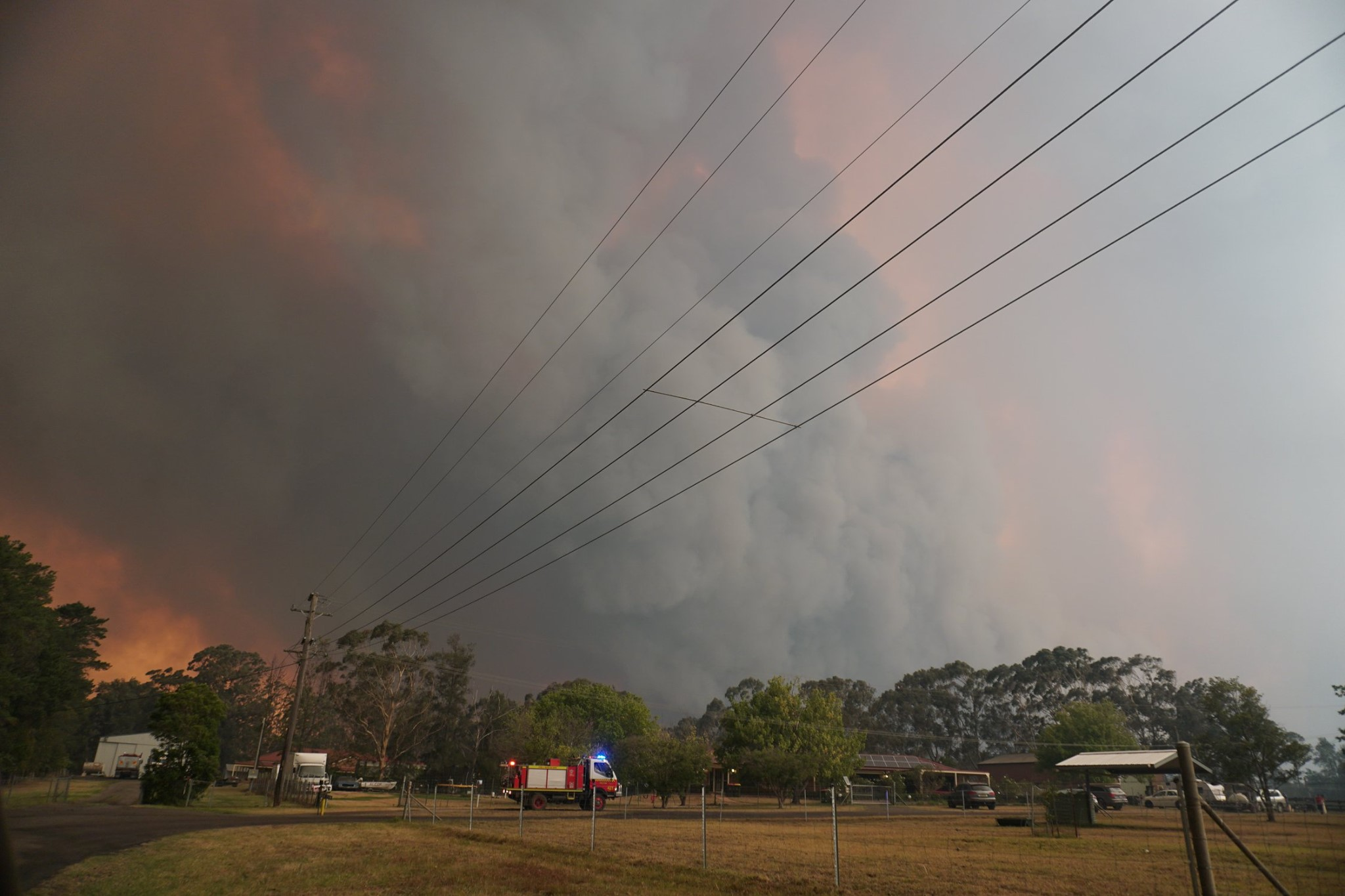
Пожежа підходить до південно-західного Сіднея, 2019-20 роки

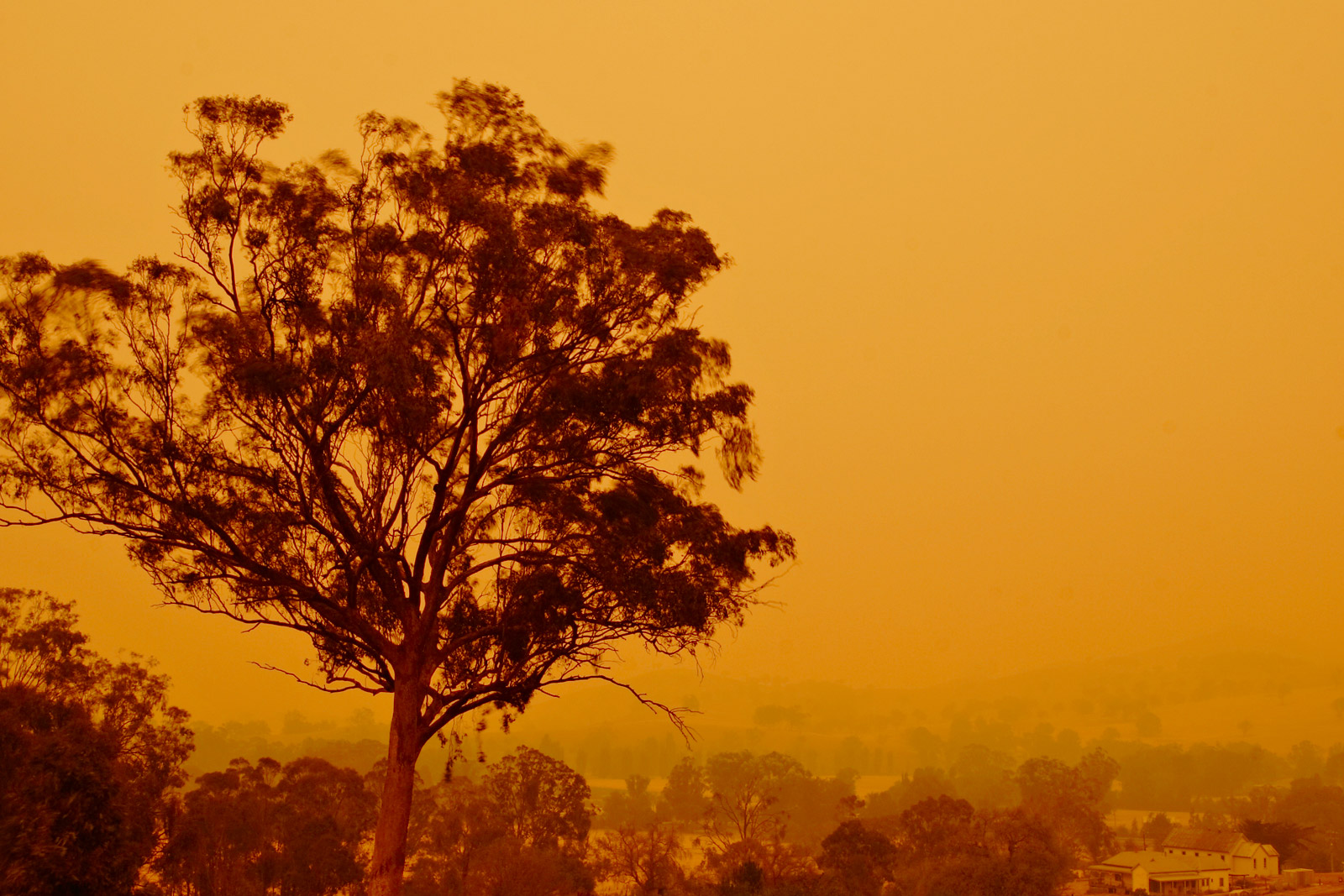
Вид на місто Свіфт Крік, штат Вікторія, у грудні 2006 року під час пожеж на Вікторіанських Альпах

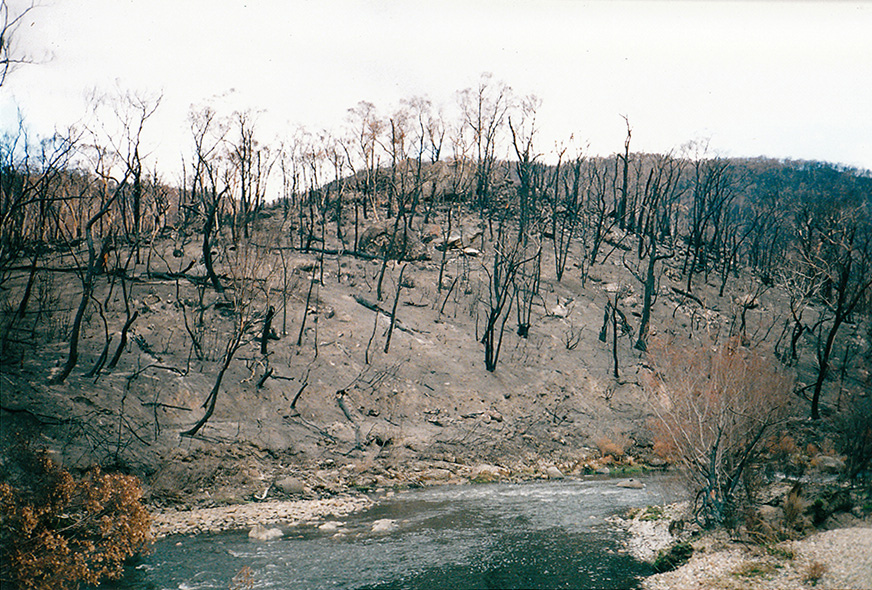
Бурхливі пожежі можуть серйозно вплинути на навколишнє середовище, наприклад, тут, біля Великої річки, поблизу відпочинку Англерс, Східний Гіпсленд, після пожеж Вікторії 2003 року

Лісові пожежі в Австралії охоплюють великі території та заподіюють майнові збитки і з 1851 року спричинили загибель 800 людей та мільйонів тварин.
Невелика кількість рідної флори Австралії пристосувалась до розмноження в умовах лісових пожеж — наприклад, трав'яні дерева після пожежі посилають великі квіткові колоски, що здатні до відтворенні виду, проте материнські рослини зазвичай відмирають у наступному сезоні, відтак пожежі лишають слід на екології краю. Протягом тисячоліть корінні австралійці використовували вогонь для очищення луків для полювання та очищення стежок через густу рослинність, однак це траплялось у періоди великої кількості опадів у межах невеликих пасовищних зон, що межують із пустелею. Полювання дозволяло давнім австралійцям отримувати достатньо білка.
Найбільших втрат завдають вогняні смерчі, їм часто привласнюють імена залежно від дня, коли вони виникли, наприклад «Попеляста середа» або «Чорна субота». Найбільшими в історії Австралії були пожежі 1851, 2006, 2009 та поточні — 2019-20 років.
Місцеві органи влади інформують мешканців районів з підвищеною пожежною небезпекою щодо місця поточних пожеж, як зберегти життя і майно і коли необхідно рятуватись втечею на автомобілях.. Незважаючи на це, за статистикою в період між 1967-1999 років лісові пожежі посідали перше місце серед інших стихійних лих за кількістю людських жертв (39%), випереджаючи тропічні циклони (27%), повені (18%) та ураганні вітри (10%) 

## Причини
Найбільш поширені причини виникнення пожеж в Австралії — блискавки (26 % випадків), зумисні підпали (25 %), сільськогосподарські роботи (16 %), залишені вогнища (10 %), кинуті сигарети чи недопалки (7 %)
Деякі звіти свідчать, що зміна клімату також інтенсифікує пожежі, оскільки більш гаряче і сухе повітря робить сезон пожеж у країні більш довгим і небезпечним. Швидкому поширенню пожеж також сприяє сильний вітер, піднімаючи палаючі вугілля у повітря. Падаючи на землю, палаючі вугілля можуть створити нове вогнище пожежі на відстані до 40 км від фронту пожежі.

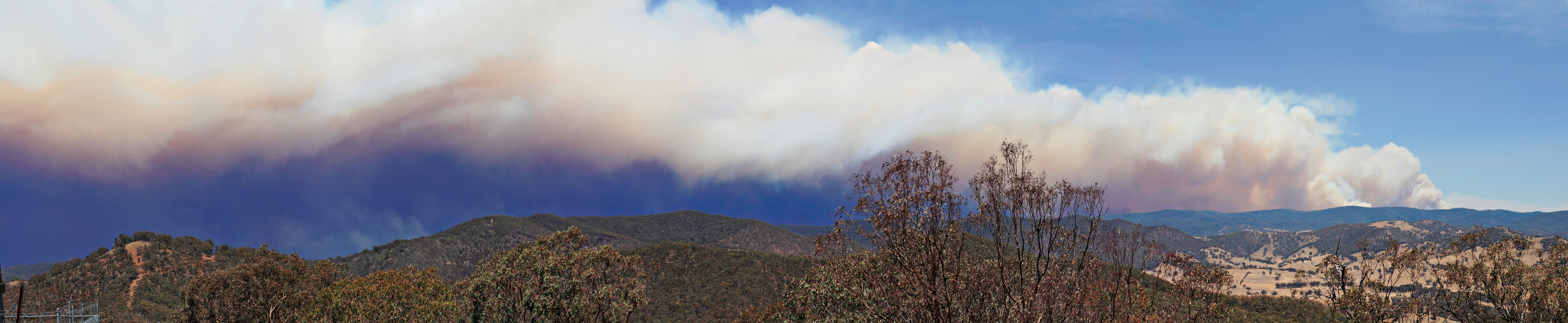
Вид на Дарго, штат Вікторія з Свіфт-Крику, 11 січня 2006 року

### Зміна клімату
У доповіді CRC Bushfire за 2006 рік йдеться про складність кліматичних прогнозів, з огляду на те, що «значна частина Австралійської флори і пожежі мають складний еволюційний зв'язок. Пожежі характерні для цих середовищ протягом десятків тисяч років, і місцева флора та фауна залишаються в різний спосіб залежними від них».
В той же час клімат Австралії потеплішав більш ніж на один градус Цельсія за минуле століття, що спричинило до збільшення частоти та інтенсивності теплових хвиль та посух. Вісім десятків найтепліших років Австралії припадають на період після 2005 року. Дослідження, проведене в 2018 році в Мельбурнському університеті, показало, що основні посухи кінця 20 століття та початку 21 століття на півдні Австралії «ймовірно є безпрецедентними протягом останніх 400 років». По всій країні середні літні температури зросли, що призвело до рекордної спекотної погоди Початок літа 2019 року став рекордно теплим.
Теплові хвилі та посуха висушують підлісок і створюють умови, що збільшують ризик виникнення пожеж. В останні 30 років ситуація погіршилась. З середини 1990-х років на південному сході Австралії спостерігалось зменшення на 15 % опадів пізньої осені та на початку зими та зменшення середньої кількості опадів на 25 % у квітні та травні. Кількість опадів у січні-серпні 2019 року була нижчою за середньостатистичний у Південних містах (Квінсленд) та Північному Таблиці (Новий Південний Уельс) на 77 %.
Ще у 2000-х роках Міжурядова група з питань зміни клімату (МГЕЗК) дійшла висновку, що антропогенні зміни клімату збільшують інтенсивність та частоту пожеж в Австралії. У листопаді 2019 року Австралійська рада з питань клімату опублікувала доповідь під назвою Це ненормально в якій також йдеться про те, що масштаби катастрофічних пожеж 2019 року спричинені кліматичними змінами.

### Викиди вуглекислого газу
До лісової пожежі 2019-2020 років вважалось, що австралійські ліси повторно поглинають увесь вуглекислий газ, що виділяється під час пожеж по всій країні. В підсумку це означає нульову емісію вуглекислого газу. Однак посилення пожеж внаслідок глобального потепління на думку вчених призвело до викидів близько 350 мільйонів тонн вуглекислого газу лише впродовж останніх трьох місяців 2019 року, що дорівнює двом третинам середньорічних викидів (530 мільйонів тонн у 2017) 

### Сезонність
Пожежі в Австралії можуть тривати і цілий рік, хоча ступінь тяжкості та "сезон пожеж" різниться залежно від регіону. Зазвичай сезони рахують починаючи з червня і закінчуючи травнем наступного року.
На південному сході Австралії лісові пожежі найпоширеніші влітку та восени (грудень-березень), особливо в роки Ель-Ніньйо. На півночі Австралії лісові пожежі зазвичай трапляються в посушливий період (квітень-вересень) . На південному заході лісові пожежі виникають також у літній посушливий сезон. Частоту пожеж на півночі важко оцінити, оскільки переважна більшість пожеж спричинені людською діяльністю.

## Попередження
Під час пожежного сезону Бюро метеорології (БОМ) надає прогнози щодо пожежної небезпеки і транслює їх через ЗМІ. 0
У 2009 році було прийнято стандартну шкалу пожежної небезпеки (FDR), найвищим рівнем було прийнято "катастрофічний". Вперше "катастрофічний" рівень було проголошено у листопаді 2019 року.
| Категорія                     | Індекс пожежної небезпеки |
| ----------------------------- | ------------------------- |
| Катастрофічний / Код червоний | Ліс 100+ Трава 150+       |
| Екстремальний                 | Ліс 75–100 трава 100–150  |
| Тяжкий                        | Ліс 50–75 трава 50–100    |
| Дуже високий                  | 25–50                     |
| Високий                       | 12–25                     |
| Низький - помірний            | 0–12                      |

## Найбільші пожежі Австралії
Лісові пожежі, що спричинили загибель більше 800 людей спостерігались в Австралії двічі - в 1851 та в 2012 році, загальні збитки була оцінені в 1,6 долара млрд. Нижче подано список найсильніших пожеж, починаючи від 1851 року.
| Опис                                                  | Територія                                                                                          | Площа          | Площа          | Дата                             | Жертви                  | Пошкоджене майно | Примітки                                                |
| Опис                                                  | Територія                                                                                          | га             | акри           |                                  | Жертви                  | Пошкоджене майно | Примітки                                                |
| ----------------------------------------------------- | -------------------------------------------------------------------------------------------------- | -------------- | -------------- | -------------------------------- | ----------------------- | --- | ------------------------------------------------------- |
| Лісові пожежі у 2019-20                               | - Новий Південний Уельс - Квінсленд - Південна Австралія - Тасманія - Вікторія - Західна Австралія | 6 300 000      | 16 000         | 5 вересня 2019 – нині            | 25 (в т.ч. 3 пожежники) | 1525 будинків зруйновано (станом на 1 січня 2020) | порядку 500 000 000 тварин загинули (окрім комах і жаб) |
| Лісова пожежа у Чорний четвер                         | Вікторія                                                                                           | 5 000          | 12 000         | 6 лютого 1851                    | 12                      | 1 млн овець; тисячі великої рогатої худоби |                                                         |
| Лісова пожежа у Червону середу                        | Вікторія                                                                                           | 260 000        | 640 000        | 1 лютого 1898                    | 12                      | 2 000 будинків |                                                         |
| 1926                                                  | Вікторія                                                                                           |                |                | Лютий - березень 1926            | 60                      | 1000 | [ 35 ]                                                  |
| Лісова пожежа Чорної п’ятниці                         | Вікторія                                                                                           | 2 000          | 4 900 000      | грудень 1938 – січень 1939       | 71                      | 3,700 |                                                         |
| 1944                                                  | Вікторія                                                                                           | 1 000          | 2 500 000      | 14 січня – 14 лютого 1944        | 15–20                   | понад 500 домів |                                                         |
| Пожежі у Блакитних горах, 1944                        | Новий Південний Уельс                                                                              |                |                | 18 листопада 1944                | немає даних             | 27 домів |                                                         |
| Пожежі 1951 – 52 років                                | Вікторія                                                                                           | 4 000 000      | 9 900 000      | Листопад 1951 – січень 1952      | 11                      | |                                                         |
| Лісова пожежа Чорної неділі                           | Південна Австралія                                                                                 | 39 000—160 000 | 96 000—395 000 | 2 лютого 1955                    | 2                       | 40 осель, включаючи літню резиденцію губернатора на Мармуровій горі                                                                                   |                                                         |
| Пожежа у Блакитних горах 1957                         | Новий Південний Уельс                                                                              |                |                | 30 листопада 1957                | 4                       | |                                                         |
| Пожежі 1957 року                                      | Новий Південний Уельс                                                                              |                |                | 2 грудня 1957                    | немає даних             | 170 домів в окремих районах Катумба, Лера та Вентворт                                                                                                 |                                                         |
| Пожежі 1961 року                                      | Західна Австралія                                                                                  | 1 800 000      | 4 400 000      | Січень - березень 1961           | немає даних             | 160 домів | [ 36 ]                                                  |
| Пожежі 1962 року                                      | Вікторія                                                                                           |                |                | 14 – 16 січня 1962               | 32                      | 450 домів |                                                         |
| Лісова пожежа у Ґіпсленді, 1965                       | Вікторія                                                                                           | 315 000        | 780 000        | 21 лютого - 13 березня1965       | немає даних             | 60 будівель, 4000 скотарств | [ 37 ]                                                  |
| Лісова пожежа у Південному нагір'ї                    | Новий Південний Уельс                                                                              |                |                | 5 – 14 березня 1965              | 3                       | 59 домів |                                                         |
| Лісова пожежа у Тасманський чорний четвер             | Тасманія                                                                                           | 264 000        | 650 000        | 7 лютого 1967                    | 62                      | 1293 домів |                                                         |
| Пожежі у горах Дангедонг                              | Вікторія                                                                                           | 1 920          | 4 700          | 19 лютого 1968                   |                         | 53 дома; 10 інші будівлі |                                                         |
| 1968 Пожежа у Блакитних горах                         | Новий Південний Уельс                                                                              |                |                | 29 листопада 1968                | 4                       | понад 120 домів |                                                         |
| 1969 Лісова пожежа                                    | Вікторія                                                                                           |                |                | 8 січня 1969                     | 23                      | 230 домів |                                                         |
| Пожежі на далекому заході, 1974                       | Новий Південний Уельс                                                                              | 1 117 000      | 2 760 000      | Середина грудня 1974             | 3                       | 40 домів, 10170 км огороджень, 50000 livestock | [ 38 ] [ 39 ] [ 40 ] [ 41 ]                             |
| Пожежі у Кобарі, 1974                                 | Новий Південний Уельс                                                                              | 1 500 000      | 3 700 000      | Середина грудня 1974             |                         | 40 домів, 10170 км огороджень, 50000 livestock |                                                         |
| Пожежі у Балранальді, 1974                            | Новий Південний Уельс                                                                              | 340 000        | 840 000        | Середина грудня 1974             |                         | 40 домів, 10170 км огороджень, 50000 livestock |                                                         |
| 1974-75 Новий Південний Уельс Лісова пожежа           | 1974-1975 New South Wales                                                                          | 4 500 000      | 11 000         | сезон 1974/1975                  | 6                       | 40 домів, 10170 км огороджень, 50000 livestock | [ 42 ] [ 43 ] [ 44 ]                                    |
| Пожежі у 1974-1975                                    | Північні території                                                                                 | 45 000         | 110 000        | сезон 1974/1975                  |                         | |                                                         |
| Лісові пожежі у Квінсленді, 1974-75                   | Квінсленд                                                                                          | 7 500 000      | 19 000         | сезон 1974/1975                  |                         | |                                                         |
| Лісові пожежі у Південній Австралії, 1974-75          | Південна Австралія                                                                                 | 17 000         | 42 000         | сезон 1974/1975                  |                         | |                                                         |
| Лісові пожежі у Західній Австралії, 1974-75           | Західна Австралія                                                                                  | 29 000         | 72 000         | сезон 1974/1975                  |                         | |                                                         |
| Лісова пожежа у західних районах                      | Вікторія                                                                                           | 103 000        | 250 000        | 12 лютого 1977                   | 4                       | 116 домів, 340 будівель |                                                         |
| Пожежі в Блакитних горах, 1977                        | Новий Південний Уельс                                                                              | 54 000         | 130 000        | 17 грудня 1977                   | 2                       | 49 домів |                                                         |
| Лісова пожежа у Західній Австралії, 1978              | Західна Австралія                                                                                  | 114 000        | 280 000        | 4 квітня 1978                    | 2                       | 6 будівель (Кажуть, що вітер рано ввечері врятував міста Доннібрук, Бойпук Брук, Мандімуп та Бриджтаун)                                               |                                                         |
| Лісова пожежа у Сіднеї, 1980                          | Новий Південний Уельс                                                                              |                |                | грудня 1979                      | 5                       | 28 домів знищено, 20 домів пошкоджено | [ 45 ]                                                  |
| Пожежі в Новому Південному Уельсі, 1980               | Новий Південний Уельс                                                                              | 1 000          | 2 500 000      | 3 листопада 1980                 | 5 пожежників            | 14 домів | [ 46 ]                                                  |
| Пожежі в Новому Південному Уельсі, 1983               | Новий Південний Уельс                                                                              |                |                | 9 січня 1983                     | 3 волонтери і пожежники | | [ 47 ]                                                  |
| Лісова пожежа Попільної середи                        | - Південна Австралія - Вікторія                                                                    | 418 000        | 1 030 000      | 16 лютого 1983                   | 75                      | about 2,400 домів |                                                         |
| 1984 Western New South Wales grasslands Лісова пожежа | Новий Південний Уельс                                                                              | 500 000        | 1 200 000      | 25 грудня 1984                   |                         | 40000 livestock, $40 million damage |                                                         |
| 1985 Cobar bushfire                                   | Новий Південний Уельс                                                                              | 516 000        | 1 280 000      | Mid January 1985                 | немає даних             | 40000 livestock, $40 million damage |                                                         |
| Лісова пожежа у Новому Південному Уельсі. 1984/85     | Новий Південний Уельс                                                                              | 3 500 000      | 8 600 000      | 1984 - 1985 season               | 5                       | 40000 livestock, $40 million damage |                                                         |
| Пожежі у Східній Вікторії                             | Вікторія                                                                                           | 50 800         | 126 000        | 14 January 1985                  | 3                       | 180+ домів |                                                         |
| Пожежі на східному узбережжі, 1994                    | Новий Південний Уельс                                                                              | 400 000        | 990 000        | 27 грудня 1993 – 16 January 1994 | 4                       | 225 домів |                                                         |
| Пожежі у Вуролу                                       | Західна Австралія                                                                                  | 10 500         | 26 000         | 8 січня 1997                     | немає даних             | 16 домів |                                                         |
| Пожежі у Данденонгу                                   | Вікторія                                                                                           | 400            | 990            | 21 січня 1997                    | 3                       | 41 домів |                                                         |
| Lithgow bushfire                                      | Новий Південний Уельс                                                                              |                |                | 2 грудня 1997                    | 2 пожежники             | |                                                         |
| Menai bushfire                                        | Новий Південний Уельс                                                                              |                |                | 2 грудня 1997                    | 1 пожежник              | 11 домів знищено, 30 домів пошкоджено | [ 48 ]                                                  |
| Лісова пожежа у Перті                                 | Західна Австралія                                                                                  | 23 000         | 57 000         | 2 грудня 1997                    | 2                       | 1 дім |                                                         |
| Linton bushfire                                       | Вікторія                                                                                           |                |                | 2 грудня 1998                    | 5                       | |                                                         |
| Лісова пожежі на Чорне різдво                         | Новий Південний Уельс                                                                              | 300 000        | 740 000        | 25 грудня 2001 – 2002            | немає даних             | 121 домів |                                                         |
| Північна лісова пожежа 2002                           | Північні території                                                                                 | 15 000         | 37 000         | Серпень - листопада 2002         |                         | |                                                         |
| Лісова пожежа у Канберрі 2003                         | Столичний регіон                                                                                   | 160 000        | 400 000        | 18 – 22 січня 2003               | 4                       | майже 500 домів |                                                         |
| Пожежа у Східно-вікторіанська альпії                  | Вікторія                                                                                           | 1 300 000      | 3 200 000      | 8 січня – 8 March 2003           | 3                       | 41 домів |                                                         |
| Пожежі у Тентердені                                   | Західна Австралія                                                                                  | 2 110 000      | 5 200 000      | Грудень 2003                     | 2                       | | [джерело?]                                              |
| Пожежі на півострові Ейр                              | Південна Австралія                                                                                 | 77 964         | 192 650        | 10 – 12 січня 2005               | 9                       | 93 домів |                                                         |
| Пожежі на центральному узбережжі, 2006                | Новий Південний Уельс                                                                              |                |                | Новий рік, 2006                  |                         | |                                                         |
| Пожежі у Джуні                                        | Новий Південний Уельс                                                                              | 30 000         | 74 000         | Новий рік, 2006                  | немає даних             | Втрати худоби за оцінками перевищують 20000. Пошкоджено 1 500 кілометрів (930 миль) огорожі.                                                          | [ 49 ] [ 50 ]                                           |
| Вікторіанські пожежі, 2005                            | Вікторія                                                                                           | 160 000        | 400 000        | грудень 2005 – сіечнь 2006       | 4                       | 57 домів, 359 фермерських будівель. |                                                         |
| Пожежа на Грампіанах                                  | Вікторія                                                                                           | 184 000        | 450 000        | Січень 2006                      | 2                       | |                                                         |
| Пожежі у Палетопі                                     | Новий Південний Уельс                                                                              | 9 000          | 22 000         | 6 лютого 2006                    | немає даних             | 2500 овець загинуло, 3 транспортні засоби та 2 сараї сіна знищено, а також 50 кілометрів огорожі.                                                     |                                                         |
| Пожежі на Великому вододільному хребті                | Вікторія                                                                                           | 1 048 000      | 2 590 000      | 1 грудня 2006 – Березень 2007    | 1                       | 51 домів |                                                         |
| Пожежі 2006 – 07                                      | - Новий Південний Уельс - Південна Австралія - Тасманія - Вікторія - Західна Австралія             | 1 360 000      | 3 400 000      | Вересень 2006 – січень 2007      | 5                       | 83 домів та інші будівлі | [ 51 ] [ 52 ] [ 53 ] [ 54 ] [ 55 ] [ 56 ] [ 57 ]        |
| Пожежі у Двеллінгупі                                  | Західна Австралія                                                                                  | 12 000         | 30 000         | 4 лютого 2007                    | немає даних             | 16 |                                                         |
| Пожежі на острові Кенгуру                             | Південна Австралія                                                                                 | 95 000         | 230 000        | 6 – 14 грудня 2007               | 1                       | |                                                         |
| Пожежі в національному парку Буррабін                 | Західна Австралія                                                                                  | 40 000         | 99 000         | 30 грудня 2007                   | 3                       | Електролінії та Велике Східне шосе були закриті на 2 тижні.                                                                                           |                                                         |
| Лісові пожежі в Австралії (2009)                      | Вікторія                                                                                           | 450 000        | 1 100 000      | 7 лютого 2009 – 14 березня 2009  | 173                     | 2029+ домів, 2000 інших. |                                                         |
| Пожежі у Тудйяй                                       | Західна Австралія                                                                                  | 3 000          | 7 400          | 29 грудня 2009                   | немає даних             | 38 |                                                         |
| Пожежі на острові Кліфтон                             | Західна Австралія                                                                                  | 2 000          | 4 900          | 11 січня 2011                    | немає даних             | 10 домів знищено. |                                                         |
| Пожежі у Кельмскотт                                   | Західна Австралія                                                                                  | 1 500          | 3 700          | 6 – 8 February 2011              | немає даних             | 72 домів знищено, 32 пошкоджено, Букінгемський міст на шосе Бруктон були закриті на 3 тижні.                                                          |                                                         |
| Пожежі у Ма́ргарет-Рі́вер                               | Західна Австралія                                                                                  | 4 000          | 9 900          | 24 листопада 2011                | немає даних             | 34 домів знищено включаючи історичний будинок Волкліфа.                                                                                               | [ 58 ]                                                  |
| Пожежі в Тасманії                                     | Тасманія                                                                                           | 20 000         | 49 000         | 4 січня 2013                     | 1                       | Щонайменше 170 будівель |                                                         |
| Варрумбунгл                                           | Новий Південний Уельс                                                                              | 54 000         | 130 000        | 18 січня 2013                    | немає даних             | 53 домів, 118 sheds, сільськогосподарська техніка та тваринництво. Знищено обсерваторію Сайдинг-Спрінг.                                               | [ 59 ]                                                  |
| Лісові пожежі в Новому південному Уельсі 2013         | Новий Південний Уельс                                                                              | 100 000        | 250 000        | 17 – 28 October 2013             | 1                       | Станом на 19 жовтня 2013 Щонайменше 248 будівель знищено                                                                                              | [ 60 ] [ 61 ]                                           |
| Пожежі у Карнавроні                                   | Західна Австралія                                                                                  | 800 000        | 2 000          | 27 грудня 2011 – 3 February 2012 | немає даних             | 11 пастирських станцій (паркани, системи поливу, водяні пункти, кормовий запас).                                                                      |                                                         |
| Паркервільські пожежі, 2014                           | Західна Австралія                                                                                  | 386            | 950            | 12 січня 2014                    | немає даних             | 56 домів. |                                                         |
| Пожежі у Семпсон Флет, 2015                           | Південна Австралія                                                                                 | 20 000         | 49 000         | 2 – 9 січня 2015                 | немає даних             | 27 домів, 140 господарські споруди |                                                         |
| Пожежі в О’Салліван, 2015                             | Західна Австралія                                                                                  | 98 923         | 244 440        | 29 січня – 20 лютого 2015        | немає даних             | 1 будинок та 1 заселений сарай, 5 сараїв і тисячі гектарів лісових масивів (каррі та ярра) або національні парки.                                     |                                                         |
| Пожежі у Бодінгтоні, 2015                             | Західна Австралія                                                                                  | 52 373         | 129 420        | Січень 2015                      | немає даних             | 1 будинок, 1 сарай для ферм, 1 міст і тисячі гектарів лісового господарства (ярра) або національні парки.                                             |                                                         |
| Пожежі в Есперансі, 2015                              | Західна Австралія                                                                                  | 200 000        | 490 000        | Жовтень – листопада 2015         | 4                       | Близько 10 будинків та громадських будівель (Скаддан), 15 000 втрат запасів, 5 природних заповідників та більша частина національного парку Кап-Арід. | [ 62 ] [ 63 ]                                           |
| Пожежа у Перті                                        | Західна Австралія                                                                                  | 10 016         | 24 750         | 15 – 24 листопада 2015           | немає даних             | Ліс та природоохоронний парк Ярра |                                                         |
| Пожежа у Пінері, 2015                                 | Південна Австралія                                                                                 | 85 000         | 210 000        | 25 листопада – 2 грудня 2015     | 2                       | 91 домівок. |                                                         |
| Пожежа на Мюррей-роуд                                 | Західна Австралія                                                                                  | 69 165         | 170 910        | Січень 2016                      | 2                       | 181 домівок, історичні майстерні Ярлуп та тисячі гектарів заповідника «Лейн Пул» та виробничий ліс (ярра).                                            |                                                         |
| 2017, Новий Південний Уельс                           | Новий Південний Уельс                                                                              | 52 000         | 130 000        | 11 – 14 лютого 2017              | немає даних             | 35 домівок. | [ 64 ]                                                  |
| 2017, Карвуола                                        | Новий Південний Уельс                                                                              | 3 500          | 8 600          | 17 – 18 лютого 2017              | немає даних             | 11 домівок знищено; 12 пошкоджено. | [ 65 ]                                                  |
| 2018, Татра                                           | Новий Південний Уельс                                                                              | 1 200          | 3 000          | 18 – 19 березня 2018             | немає даних             | 69 домів and 30 caravans/cabins знищено; 39 пошкоджено.                                                                                               | [ 66 ]                                                  |
| Табулам                                               | Новий Південний Уельс                                                                              | 4 000          | 9 900          | Початок лютого 2019              | немає даних             | 10 домів and 23 господарські споруди знищено. |                                                         |
| Тінга                                                 | Новий Південний Уельс                                                                              | 17 000         | 42 000         | Початок лютого 2019              | немає даних             | 8 домів and 18 господарські споруди знищено. |                                                         |
| Йорк, Пенсильванія                                    | Південна Австралія                                                                                 | 5 500          | 14 000         | 20 - 21 листопада 2019           | немає даних             | 11 домів знищено. |                                                         |
| Кудлі Кріік                                           | Південна Австралія                                                                                 | 23,234         | 57,41          | 20 - 31 грудня 2019              | 1                       | 87 домів, 500 господарські споруди і 278 автомобілів знищено.                                                                                         | [ 67 ]                                                  |
| острів Кенгуру                                        | Південна Австралія                                                                                 | 155,889        | 385,21         | 20 грудня 2019 – present         | 2                       | Невідомо. | [ 68 ]                                                  |

1. ↑  Tronson, mark. Bushfires – across the nation. Christian Today. Архів оригіналу за 8 січня 2020. Процитовано 5 січня 2020.
2. ↑  BBC News. Australia fires: How do we know how many animals have died?. BBC. BBC. Архів оригіналу за 8 січня 2020. Процитовано 5 січня 2020.
3. ↑  'Extraordinary' 2019 ends with deadliest day of the worst fire season. The Sydney Morning Herald (англ.). 31 грудня 2019. Архів оригіналу за 15 січня 2020. Процитовано 1 січня 2020.
4. ↑  NSW Current Fires. NSW Rural Fire Service. Архів оригіналу за 7 січня 2020. Процитовано 6 січня 2020.
5. ↑  How to survive a bushfire (PDF). NSW Rural Fire Service. Архів оригіналу (PDF) за 19 лютого 2017. Процитовано 20 лютого 2017.
6. ↑  Driving in a bushfire. 13 лютого 2017. Архів оригіналу за 22 червня 2017. Процитовано 20 лютого 2017.
7. 1 2  Summary of Major Bush Fires in Australia Since 1851. romseyaustralia.com. Архів оригіналу за 6 січня 2020. Процитовано 6 січня 2020..
8. ↑  Australia is burning - but why are the bushfires so bad?. Архів оригіналу за 26 травня 2021. Процитовано 6 січня 2020.
9. ↑  Fire Behaviour. The Bushfire Foundation. Архів оригіналу за 6 січня 2020. Процитовано 6 січня 2020.
10. ↑  CLIMATE CHANGE AND ITS IMPACT ON THE MANAGEMENT OF BUSHFIRE (PDF). Bushfire Cooperative Research Centre. September 2006. с. 4. Архів оригіналу (PDF) за 27 лютого 2009. Процитовано 25 жовтня 2013.
11. 1 2  Nerilie Abram (31 грудня 2019). Australia's Angry Summer: This Is What Climate Change Looks Like. Scientific American. Архів оригіналу за 5 травня 2021. Процитовано 3 січня 2019.
12. ↑  Australia bushfires spew two-thirds of national carbon emissions in one season, [Архівовано 4 січня 2020 у Wayback Machine.] Stuff, 3 January 2019
13. ↑  Recent Australian droughts may be the worst in 800 years, [Архівовано 7 січня 2020 у Wayback Machine.] The Conversation, 2 May 2018.
14. ↑  The facts about bushfires and climate change, [Архівовано 16 грудня 2019 у Wayback Machine.] Climate Council, 13 November 2019
15. ↑  Climate of the Nation2019, [Архівовано 12 листопада 2020 у Wayback Machine.] The Australia Institute, p.3.
16. ↑  «Bushfire weather in Southeast Australia: Media Brief» [Архівовано 29 жовтня 2013 у Wayback Machine.], The Climate Institute, 26 September 2007. Retrieved 24 October 2013.
17. 1 2  The Facts about Bushfires and Climate Change, [Архівовано 16 грудня 2019 у Wayback Machine.] Climate Council 13 November 2019
18. ↑  This is Not Normal: Climate Change and Escalating bushfire risk, [Архівовано 8 січня 2020 у Wayback Machine.] Climate Council, 12 November 2019
19. ↑  National Inventory by Economic Sector 2017, Australia’s National Greenhouse Accounts, department of the Environment & Energy, August 2019, p.3
20. ↑  Bushfires in Australia. Canberra: Australian Government Publishing Service. 1978.
21. ↑  
Sullivan, Rohan (11 лютого 2009). Hot and dry Australia sees wildfire danger rise. The Association Press. Процитовано 13 лютого 2009.
22. ↑  Monsoonal Climate. Questacon. Архів оригіналу за 20 березня 2012. Процитовано 9 вересня 2006.
23. ↑  New Warning System Explained. Country Fire Authority. Архів оригіналу за 6 липня 2011. Процитовано 1 лютого 2010.
24. ↑  Catastrophic fire danger: what does it mean and what should we do in these conditions? [Архівовано 30 грудня 2019 у Wayback Machine.] The Guardian, 11 November 2019
25. ↑  Summary of Major Bush Fires in Australia Since 1851. Romsey Australia. Архів оригіналу за 17 березня 2018. Процитовано 29 жовтня 2010.
26. ↑  Update on Northern NSW bush fires. NSW RURAL FIRE SERVICE. 11 жовтня 2019. Архів оригіналу за 9 листопада 2019. Процитовано 10 листопада 2019.
27. ↑  MEDIA RELEASE Property losses from recent NSW bush fires 17 September 2019 (PDF). NSW RURAL FIRE SERVICE. Архів оригіналу (PDF) за 10 жовтня 2019. Процитовано 6 січня 2020.
28. ↑  Initial Assessment of Fire Affected Areas - 9 September. rfs.nsw.gov.au (амер.). Архів оригіналу за 8 січня 2020. Процитовано 10 жовтня 2019.
29. ↑  Latest News - NSW Police Public Site. police.nsw.gov.au. Архів оригіналу за 21 грудня 2019. Процитовано 10 жовтня 2019.
30. ↑  Update on NSW bush fire property losses. www.rfs.nsw.gov.au (амер.). Архів оригіналу за 13 січня 2020. Процитовано 16 листопада 2019.
31. ↑  'There's nowhere to go': Fireys fear. news.com.au — Australia’s #1 news site (англ.). 31 грудня 2019. Архів оригіналу за 6 січня 2020. Процитовано 31 грудня 2019.
32. ↑  More than 200 homes burn down in latest bushfires (брит.). 1 січня 2020. Архів оригіналу за 4 січня 2020. Процитовано 1 січня 2020.
33. ↑  Victoria's bushfires by the numbers. 4 січня 2020. Архів оригіналу за 6 січня 2020. Процитовано 6 січня 2020.
34. ↑  Smoke from NSW bushfires blankets Melbourne as city swelters. The Sydney Morning Herald (англ.). 20 грудня 2019. Архів оригіналу за 5 січня 2020. Процитовано 5 січня 2020.
35. ↑  Major bushfires in Victoria. Department of Sustainability and Environment. Архів оригіналу за 2 вересня 2006. Процитовано 15 лютого 2009.
36. ↑  Matthews, H (2011) Karridale Bush Fires 1961, Karridale Progress Association Inc. ISBN 978-0-9871467-0-0
37. ↑  Victoria, Forest Fire Management (10 січня 2019). Past bushfires. Forest Fire Management Victoria (англ.). Архів оригіналу за 22 березня 2012. Процитовано 9 листопада 2019.
38. ↑  The Sydney Morning Herald from Sydney, New South Wales. Newspapers.com (англ.). 21 грудня 1974. с. 1. Архів оригіналу за 8 січня 2020. Процитовано 13 лютого 2018.
39. ↑  Mac Dougall, I D (2003). A National User-Driven approach towards a coordinated Fire Research Program (PDF). The Australian Bushfire Cooperative Research Centre Program. Архів оригіналу (PDF) за 13 лютого 2018. Процитовано 13 лютого 2018.
40. ↑  Bush Fires / Wild Fires - Australian Bushfire History. australiasevereweather.com. Архів оригіналу за 17 листопада 2019. Процитовано 13 лютого 2018.
41. ↑  Our Service's story (PDF). NSW RFS Bush Fire Bulletin Souvenir Liftout 2010 Part Two. Архів оригіналу (PDF) за 14 квітня 2019. Процитовано 14 лютого 2018.
42. ↑  Ellis, Kanowski & Whelan (2004). COAG National Inquiry on Bushfire Mitigation and Management (PDF). Commonwealth of Australia. с. 341. Архів оригіналу (PDF) за 8 січня 2020. Процитовано 6 січня 2020.
43. ↑  2009 Victorian Bushfires Royal Commission Final Report (PDF). Parliament of Victoria. 2010. с. 347. ISBN 978-0-9807408-1-3. Архів оригіналу (PDF) за 8 січня 2020. Процитовано 6 січня 2020.
44. ↑  Bushfires in NSW: timelines and key sources (PDF). NSW Parliament Issues Backgrounder Number 6. NSW Parliamentary Research Service. June 2014. Архів оригіналу (PDF) за 8 січня 2020. Процитовано 6 січня 2020.
45. ↑  Bushfire – Sydney and Region:1 December 1979. Attorney-General's Department (Australia). Архів оригіналу за 29 жовтня 2013. Процитовано 9 січня 2013.
46. ↑  1979 – 1980, Sydney and Region bushfire. Ministry for Police and Emergency Services. 18 вересня 2007. Архів оригіналу за 23 жовтня 2013. Процитовано 9 січня 2013.
47. ↑  Mutton, Sheree (9 січня 2014). Shire fire horror still lingers 20 years on. St George & Sutherland Shire Leader. Fairfax Regional Media. Архів оригіналу за 13 січня 2018. Процитовано 22 січня 2018.
48. ↑  CNN - Australian firefighters on alert for new flare-ups - December 4, 1997. edition.cnn.com. Архів оригіналу за 11 листопада 2020. Процитовано 12 грудня 2019.
49. ↑  Bushfire threat eases in NSW. The Sydney Morning Herald. 4 січня 2006. Архів оригіналу за 15 березня 2018. Процитовано 20 березня 2009.
50. ↑  Generous support coming in for farmers affected by bushfires. NSW Department of Primary Industries. New South Wales Government. 6 січня 2006. Архів оригіналу за 18 вересня 2007. Процитовано 20 березня 2009.
51. ↑  Kennedy, Les; David Braithwaite; Edmund Tadros (22 листопада 2006). Man dies as early bushfire season grips NSW. The Age. Архів оригіналу за 31 березня 2018. Процитовано 11 червня 2015.
52. ↑  Report on the Tasmanian East Coast Fires: Community Recovery (PDF). bodc.tas.gov.au. Australian Red Cross. с. 10. Архів оригіналу (PDF) за 16 березня 2015. Процитовано 11 червня 2015.
53. ↑  Authorities investigate forestry worker's death. ABC News. Australian Broadcasting Corporation. 14 січня 2007. Архів оригіналу за 9 жовтня 2016. Процитовано 12 червня 2015.
54. ↑  Morton, Adam; Orietta Guerrera; Bridie Smith (15 грудня 2006). Bushfires claim first life. The Age. Архів оригіналу за 31 березня 2018. Процитовано 11 червня 2015.
55. ↑  Switzer, Renee (18 січня 2007). One dead in SA bushfire. The Age. Архів оригіналу за 1 квітня 2016. Процитовано 11 червня 2015.
56. ↑  Body found in fire wreckage. ABC News. Australian Broadcasting Corporation. 18 січня 2007. Архів оригіналу за 9 жовтня 2016. Процитовано 29 квітня 2016.
57. ↑  Woman fleeing bushfire burnt to death. Sydney Morning Herald. AAP. 3 лютого 2007. Архів оригіналу за 31 березня 2018. Процитовано 11 червня 2015.
58. ↑  Rain could help damp down WA bushfires. ABC News. 25 листопада 2011. Архів оригіналу за 28 жовтня 2013. Процитовано 22 жовтня 2013.
59. ↑  Van de Wetering, Jodie (11 березня 2013). A timeline of the Coonabarabran bushfires. ABC (Western Plains). Архів оригіналу за 29 жовтня 2013. Процитовано 22 жовтня 2013.
60. ↑  Watch and Act – Linksview Road Fire, Springwood (Blue Mountains) 19/10/13 11:40. NSW Rural Fire Service. 19 жовтня 2013. Архів оригіналу за 19 жовтня 2013. Процитовано 19 жовтня 2013.
61. ↑  Madden, James. Firestorm destroys NSW communities as hundreds of homes could be lost. The Australian. Процитовано 25 жовтня 2013.
62. ↑  Bushfire warning downgraded for Esperance - possible threat to lives and homes. 21 листопада 2015. Архів оригіналу за 25 березня 2018. Процитовано 6 січня 2020.
63. ↑  Taylor, Roxanne; Powell, Graeme (18 листопада 2015). German backpackers, farmer believed dead in Esperance fires. ABC News. ABC. Архів оригіналу за 20 грудня 2015. Процитовано 18 грудня 2015.
64. ↑  35 homes razed in NSW blazes: RFS. SBS News. SBS. 15 лютого 2017. Процитовано 15 лютого 2017.
65. ↑  Le Lievre, Kimberley; Groch, Sherryn; Brown, Andrew (18 лютого 2017). Police investigate blaze near Queanbeyan as fire crews battle on. The Canberra Times. Архів оригіналу за 21 лютого 2017. Процитовано 21 лютого 2017.
66. ↑  Bushfire in Tathra wipes out 69 homes, residents still unable to return to NSW south coast town. ABC. 19 березня 2018. Архів оригіналу за 18 березня 2018. Процитовано 20 березня 2018.
67. ↑  Crews battle to control fire ahead of more extreme heat. The Advertiser (англ.). 24 грудня 2019. Архів оригіналу за 3 січня 2020. Процитовано 3 січня 2020.
68. ↑  Community Update for the Ravine Fire. South Australian Country Fire Service. 5 січня 2020. Процитовано 5 січня 2020.